# Contea di Armidale Dumaresq
La contea di Armidale Dumaresq è una Local Government Area che si trova nel Nuovo Galles del Sud. Essa si estende su una superficie di 4.235 chilometri quadrati e ha una popolazione di 24.105 abitanti. La sede del consiglio si trova a Armidale.